# Catlocarpio siamensis
Catlocarpio siamensis (барбус велетенський, марена велетенська) — вид великих рослиноїдних риб родини коропових.
Поширений у річках Меклонг, Меконг і Чаопхрая в Індокитаї.
Як правило, мешкає на значній глибині біля берегів великих річок, але, залежно від сезону, може зустрічатися й у каналах, заплавах річок та озер. Молодь зазвичай тримається в невеликих притоках і заплавах. Риби можуть пристосуватися до проживання у ставках, каналах і болотах. Зазвичай живуть парами.
Протягом року риби мігрують в сприятливі місця для розвитку та розмноження. Це спокійні риби, що живляться водоростями, фітопланктоном, плодами рослин.
Барбус велетенський є однією з найбільших прісноводних риб. Відомі екземпляри вагою близько 45 кг, довжиною 1,5 м. Є дані, що риба може досягати довжини 3 м і ваги 300 кг.